# Championnat des Fidji de football 1984
Navigation
Saison précédente Saison suivante
La saison 1984 du Championnat des Fidji de football est la huitième édition du championnat de première division aux Fidji. Les huit meilleures équipes du pays sont regroupées au sein d'une poule unique, où elles s'affrontent deux fois, à domicile et à l'extérieur. À la fin du championnat, le dernier du classement affronte le champion de deuxième division en barrage de promotion-relégation.
C'est l'équipe de Lautoka FC qui remporte la compétition après avoir terminé en tête du classement final, avec deux points d'avance sur Ba FC et quatre sur le tenant du titre, Nadi FC. C'est le tout premier titre de champion des Fidji de l'histoire du club.

## Les clubs participants
| - Ba FC - Lautoka FC - Suva FC - Nasinu FC | - Labasa FC - Nadi FC - Rewa FC - Nadroga FC |

## Compétition
Le barème utilisé pour établir les différents classements est le suivant :
- Victoire : 2 points
- Match nul : 1 point
- Défaite : 0 point

### Classement
| Rang | Équipe     | Pts | J  | G | N | P | Bp | Bc | Diff |
| ---- | ---------- | --- | -- | - | - | - | -- | -- | ---- |
| 1    | Lautoka FC | 22  | 14 | 9 | 4 | 1 | 37 | 8  | +29  |
| 2    | Ba FC      | 20  | 14 | 8 | 4 | 2 | 26 | 12 | +14  |
| 3    | Nadi FCT   | 18  | 14 | 7 | 4 | 3 | 26 | 15 | +11  |
| 4    | Suva FC    | 16  | 14 | 7 | 2 | 5 | 18 | 13 | +5   |
| 5    | Rewa FC    | 14  | 14 | 5 | 4 | 5 | 18 | 17 | +1   |
| 6    | Nasinu FC  | 9   | 14 | 3 | 3 | 8 | 17 | 29 | -12  |
| 7    | Labasa FC  | 7   | 14 | 2 | 3 | 9 | 12 | 31 | -19  |
| 8    | Nadroga FC | 6   | 14 | 1 | 4 | 9 | 10 | 39 | -29  |

|  | Champion des Fidji 1984                          |
|  | Participation au barrage de promotion-relégation |
|  | T: Tenant du titre                               |

### Barrage de promotion-relégation
| Équipe 1   | Résultat | Équipe 2      |
| ---------- | -------- | ------------- |
| Nadroga FC | 6 - 0    | (D2) Tavua FC |

- Les deux équipes se maintiennent dans leur championnat respectif.

## Bilan de la saison
| Championnat des Fidji de football 1984                             |                        |
| Champion                                                           | Lautoka FC (1er titre) |
| Coupes et trophées                                                 |                        |
| Vainqueur de la Coupe des Fidji 1984                               | Non disputée           |
| Promotions et relégations                                          |                        |
| Promus en Championnat des Fidji de football                        | Aucun                  |
| Relégués en Championnat des Fidji de football de deuxième division | Aucun                  |